# Ardon (město v Rusku)
Ardon (rusky Ардо́н, osetsky Æрыдон) je město v Severní Osetii-Alanii v Ruské federaci. Při sčítání lidu v roce 2010 mělo bezmála devatenáct tisíc obyvatel.

## Poloha
Ardon leží na severní straně Kavkazu na západním břehu Ardonu. Od Vladikavkazu, hlavního města republiky, je vzdálen přibližně 40 kilometrů na severozápad. Nejbližší města jsou Digora deset kilometrů na západ, Alagir patnáct kilometrů na jih a Beslan dvacet kilometrů na východ.

## Dějiny
Ardon založili v roce 1824 kozáci. Městem je od roku 1964.